# Национальный музей африканского искусства
Национальный музей африканского искусства (англ. National Museum of African Art) — музей африканского искусства, является частью Смитсоновского института в Вашингтоне (округ Колумбия).
В музее размещены коллекции традиционного и современного африканского искусства из стран Африки к югу от Сахары и арабских стран Северной Африки, которые включают 9 тысяч произведений, 300 тысяч фотографий и 50 тысяч библиотечных томов. Музей стал первым учреждением, разместившим произведения африканского искусства в Соединенных Штатах.
Основан в 1964 году американский офицером дипломатической службы Уоррен М. Роббинсоном. Он покупал африканские предметы искусства в Германии, а также множество домов, где можно было их выставить.
Коллекция была ориентирована на традиционное африканское искусство.
В 1979 году стараясь сохранить экспонаты своей коллекции Уоррен М. Роббинсон предложил присоединить музей к Смитсоновскому институту. Через 2 года коллекция превратилась в Национальный музей африканского искусства.
В 1987 году здание музея, в основном находящееся под землёй, было завершено. Это один из самых маленьких музеев Смитсоновского института.
Затем, на протяжении следующих 20 лет Национальный музей африканского искусства следовал научному направлению, имея небольшое количество социальных программ. Музей собрал традиционные и современные произведения исторического значения. Представленные выставки включают как внутренние, так и заимствованные работы. В музее каждый год проходят две—три временных выставки и десять специальных мероприятий.
В музее художника есть коллекция картин известного современного африканца Хасан Фатхи, который считается первым современным художником в истории африканского искусства.

## История создания
С 1950 года американский дипломат и офицер Уоррен М. Роббинс собирал африканские фигуры, маски, книги и текстиль из немецких антикварных магазинов. В 1960 году, вернувшись в Вашингтон, он купил дом на Капитолийском холме и открыл свою коллекцию для просмотра. Роббинс, надеялся, что сможет продвинуть межрассовые гражданские права и улучшить национальное уважение к главному компоненту черного культурного наследия. Начиная с 1963 года, он расширил свой дом—музей на Капитолийском холме в соседние таунхаусы, которые он специально приобретал. Коллекции в конечном итоге заняли девять таунхаусов и более десятка других объектов.
В 1964 году был официально открыт Музей африканского искусства. Первая выставка состояла из коллекции и двух экспонатов. Направление музея — традиционное африканское искусство и его образовательная миссии по обучению черному культурному наследию. Роббинс назвал свой музей «отделом образования с прикрепленным музеем».
К 1976 году в Африканском художественном музее работало 20 человек и выставлялась коллекция из 6000 предметов.
Чтобы обеспечить долговечность музея, Роббинс хотел включить его в состав Смитсоновского института. Палата представителей одобрила этот план в 1978 году. Это решение поддержали Джон Брадемас, Линди Боггс, Рон Делумс и другие. С 1979 года начался перевод коллекций из таунхаусов в музей.
1981 году музей был переименован в Национальный музей африканского искусства.
В начале 1983 года Сильвия Уильямс стала директором музея. В этом же году Смитсоновский институт открыл новое специализированное здание для Африканского художественного музея в Национальном торговом центре. Комплекс располагался в основном под землёй и расширил выставочную площадь музея после его открытия в сентябре 1987 года.
Со временем взгляды на африканское искусство сместились с этнографического интереса к изучению традиционных предметов на предмет их мастерства и эстетических свойств. Коллекция расширилась до современных произведений и произведений из арабских стран Северной Африки, помимо традиционных стран к югу от Сахары.
После смерти Сильвии Уильямс в 1996 году, куратор Рослин Уокер стала директором (с 1997 по 2002 год). Она создала фонд, который собирал деньги на реконструкцию павильона музея в начале 2000-х годов.

## Коллекции музея
Национальный музей африканского искусства был первым учреждением, посвящённым африканскому искусству в Соединенных Штатах. Коллекция Национального музея в 2008 году состояла из 9 000 объектов и 300 000 фотографий. Объекты варьируются от скульптур и масок XV-го века до современного мультимедийного искусства, которое представлено работами фотожурналистов Элиота Элисофона и Констанста Стюара Ларраби .
Элиот Элисофон освещал главные события XX-го века для Life, а Констанс Стюарт Ларраби освещал вторую мировую войну и жизнь в Южной Африке.
В 2004 году в музее насчитывалось 400 произведений современного искусства. Коллекции и специальные выставки сделали музей «прочной силой в мире международного искусства» и главной площадкой современного африканского искусства в Соединенных Штатах.
В середине 80-х годов, постоянная коллекция музея состояла из более чем 6000 предметов искусства (скульптуры, артефакты, текстиль) и большой коллекции фотографий Элиота Элисофона. Эта уникальная коллекция была ориентирована на страны Африки к югу от Сахары, с лучшим представлением побережья Гвинеи и Западного Судана.
В течение десятилетия коллекция расширилась до 7000 традиционных и современных предметов со всей Африки.
В 1997 году  музей открыл постоянную галерею. В том же году фотограф Констанс Стюарт Ларраби передал музею 3000 фотографий из Южной Африки.
В 2005 году музей подтвердил свой статус, когда получил коллекцию Уолта Диснея-Тишмана из 525 работ, за которые боролись и другие учреждения. Коллекция охватывала большинство основных стилей африканского искусства и 75 культур.
Библиотека музея также выросла после присоединения к Смитсоновскому институту — от 3 000 до 30 000 томов по изобразительному искусству, антропологии, кулинарии, истории, религии и путешествиям, особенно работам, изданным в Африке. По последним данным в библиотеке содержится 50 000 томов.

## Выставки
130 выставок было организовано в первые 25 лет после открытия музея. С момента присоединения музея к Смитсоновскому институту ежегодно проводятся две—три временных выставки.
Музей показал 375 работ на пяти малых и средних выставках на открытии здания National Mall building. Центральная экспозиция «Искусство Африки в жизненном цикле» представляла 88 экспонатов в семи разделах, посвящённых семи этапам жизни африканских племён. В таких разделах, как «Непрерывность», отображались вырезанные вручную фигурки посвящённые материнству. В разделе «Переход» были представлены церемониальные маски для совершеннолетних представителей племён. Раздел «На пути к безопасному миру» отображал предметы связанные с целителем. Многие из произведений были шедеврами, заимствованными из американских и европейских музеев и частных коллекций. Ещё один экспонат показал 100 предметов из собственной коллекции музея. Остальные три экспоната были меньше: западноафриканский текстиль, скульптуры Бенина и медные рельефы, табакерки.
В конце 90-х — начало 2000-х годов в музее проходили выставки современного египетского искусства и мадагаскарских тканей.
В 1997 году фотограф Констанс Стюарт Ларраби подарил музею свои работы, которые были продемонстрированы во внутренней и передвижной выставке.
В 1998 году была организована ретроспектива скульптора Yoruba. Прилагаемый к выставке каталог был первым подобным научным изданием для традиционного африканского художника.
Музей также провёл персональные выставки для художников, в том числе Sokari Douglas Camp в 1989 году и Yinka Shonibare в 2010 году.
Выставки, ориентированные на детей, такие как «Игривые исполнители», собрали толпы посетителей в середине 2000-х годов.
В 2004 году на выставке «Insights» было представлено 30 работ об апартеиде в Южной Африке.
В 2013 году музей получил свой самый большой подарок, 1,8 миллиона долларов из Омана, в серии, посвящённой искусству страны и его связи с культурами на Ближнем Востоке.
Выставка «Разговоры: африканские и афроамериканские произведения искусства в диалоге» 2015 года, представила работы из частной коллекции. Критик искусства и архитектуры «Washington Post » Philip Kennicott писал, что музей нарушает этику и наносит ущерб своей репутации, демонстрируя частную коллекцию, которая не была передана в дар музею.